# Bérleti szerződés
A bérleti szerződés (röviden bérlet) olyan szerződés, amelynek során a bérbeadó a dolgot (a "bérleményt") időlegesen a bérlő használatába adja, a bérlő pedig köteles ellenszolgáltatásként bért (bérleti díjat) fizetni. A bérlő viseli a használattal járó kisebb költségeket. A bérlet önállósult alakzatai a lakásbérlet és a haszonbérlet. A bérbeadó nemcsak a tulajdonos lehet, hanem olyan személy is, aki a bérbeadásra más jogcímnél fogva jogosult (például a haszonélvező).

## Tartalma
A bérbeadó fő kötelezettsége a dolog használatba adása. A bérlő fő kötelezettsége a használat ellenértékének a megfizetése. A bérbeadó - ha jogszabály vagy a szerződés másként nem rendelkezik -  szavatol azért, hogy a bérlemény rendeltetésszerű használatát a szerződés fennállása alatt másnak, harmadik személynek a joga nem korlátozza illetve a használatot nem akadályozza meg.

## A bérleti díj
- A bérleti díj, vagy egyszerűen bér mértékét a felek kölcsönös megegyezéssel állapíthatják meg, kivéve, ha a jogszabály a bér maximumát, felső mértékét kötelezően írja elő. (ú.n. kötött bér).